# 高橋康夫
高橋 康夫（たかはし やすお、1946年4月24日 - 2023年4月14日）は、日本の建築史・都市史研究者。位階は従四位。京都大学名誉教授。

## 経歴
出生から修学期
1946年、大阪府で生まれた。1965年、大阪府立天王寺高等学校を卒業し、京都大学工学部建築学科に進学。1969年に卒業。同大学大学院に進み、1971年に修士課程を修了。
建築史研究者として
修了後は、京都大学工学部助手に採用された。1980年、学位論文『中世京都の展開過程に関する都市史的研究』を京都大学に提出して工学博士の学位を取得。1981年に講師、1987年に助教授、1995年に教授に昇任。2010年に京都大学を定年退職し、名誉教授となった。同年4月からは花園大学教授として教鞭を執った。2017年に花園大学を定年退職。
学界では、2000年から2002年まで日本建築学会理事を務め、2020年より日本建築学会名誉会員。また、建築史学会会長(2005年～2007年)も務めた。
2023年4月14日、急性腎不全のため死去。76歳没。死没日付をもって従四位に叙され、瑞宝小綬章を追贈された。

### 委員・役員ほか
- 一般財団法人建築研究協会理事長
- 公益財団法人京都市埋蔵文化財研究所理事長
- 文部科学省文化審議会委員（2014～2017）
- 京都府文化財保護審議会会長（2014～）

## 受賞・栄典
- 1994年：日本建築学会賞を受賞。
- 2002年：建築史学会賞を受賞。

## 著作
著書
- 『京都中世都市史研究』思文閣出版 1983
- 『建具のはなし』鹿島出版会(物語ものの建築史) 1985
- 『洛中洛外：環境文化の中世史』平凡社(イメージ・リーディング叢書)　1988
- 『京町家・千年のあゆみ 都にいきづく住まいの原型』学芸出版社 2001
- 『海の「京都」：日本琉球都市史研究』京都大学学術出版会 2015
- 『京都と首里：古都の文化遺産研究』文理閣 2020

共編著
- 『室町幕府文書集成：奉行人奉書篇』今谷明共編、思文閣出版 1986
- 『日本都市史入門』(全3巻) 吉田伸之共編、東京大学出版会 1989-1990
- 『図集日本都市史』宮本雅明・吉田伸之・伊藤毅共編、東京大学出版会 1993
- 『京・まちづくり史』中川理共編、昭和堂 2003
- 『中世のなかの「京都」』編、中世都市研究会編集協力、新人物往来社 2006
- 『こころの謎kokoroの未来』川添信介・吉澤健吉共編、京都大学学術出版会 2009

## 参考
- 研究者 高橋康夫 - J-GLOBAL
- 『図集日本都市史』紹介文